# Алфавитный список родов малороссийской казацкой старшины, получивших российское дворянство
| № | Фамилия |
| - | --- |
| А | Авсеенки (герб Любич), Адамовичи (Лелива (герб)), Александровичи, Алфёровы (IX, 123), Андриевские (Прус I), Андрушовские (Рубеж), Антоновичи-Аверковы (Янина), Антоновичи-Страховские (Шелига изм.), Апостолы (Юнчик изм.), Армашевские, Афанасенко (Афонасенко), Афендики |
| Б | Багаевские, Багилы, Базилевские, Бакаи, Бакуринские, Барановские, Бартоши, Басаковы, Басовичи, Батуринцы, Батурские, Безбородки, Безпаловы (Безпалые), Белозерские, Белоцерковские, Бетулинские, Билевичи, Блажевичи, Блохины, Бобровские, Бобруйки, Богаевские, Богдановичи, Богдановские, Богинские, Богомольцы, Богуны, Богуши, Бондавевские, Бонч-Бруевичи, Боровиковы, Боровские, Бороздны, Бороховичи (Боруховичи), Борсуки (Борсуковы), Борсуки, Брежинские, Брешко-Брешковские, Брилевичи, Брюховецкие, Бублики, Бугаевские (Богаевские), Бугославские, Будлянские, Булавки, Булашевичи, Бутовичи, Буяльские, Бывалькевичи, Быковские |
| В | Валентеи Валькевичи Василенки Василенки-Бледные Васютинские, Васютинские-Подобедовы Велинские Величковские Вербицкие Вербицкие-Антиох Виридарские Вислогурские Вишневские Вовкушевские Войнаровские Войцеховичи Ворожбеты Ворожбиты Воронченки Вронские Вуяхевичи Выговские Высоцкие Вязовики |
| Г | Гавришевы Гаевые Гайдовские-Потаповичи Галаганы Галенковские Галецкие Галузевские Гамалеи Ганжи Гаркушевские (Горкушевские) Гатцуки Гетуны Глебовы Голембатовские Голубы, Голубовы-Кручи Голяки Гомолицкие Гончаревские Гордеенки Горленки Горовые Грановские Граховские Грембецкие Грибовские Гриневичи Гриценки Гриценки-Болдаковские Гришановы Губчицы Гудим-Левковичи Гудим-Месенцовы Гудовичи, графы и дворяне Гулаки |
| Д | Давидовские Даниловичи Данченки Дараганы Даровские Дащенки Дворецкие Дедевичи Деленч-Ленчовские Демешки Демчинские Дергуны Джунковские Джуры Дзюрковские Дияковские Дмитрашки-Райчи Добронизские Добрянские Довголевские Долинские Домбровские (Грживы Домбровские) Домонтовичи Дорошенки Драгомировы Дубины Дублянские Дубницкие Дубовики Дубровы Дунины-Борковские |
| Е | Еньки, Еньки-Даровские Еремеевы(Веремеенко) Есикорские Есимонтовские |
| Ж | Жадкевичи Жайворонковы Ждановичи Жебровские Железки Жилы Жлобы-Погорельские, Бублики-Погорельские Жоравки, Покорские-Жоравики, Покорские Жуковские Жуковы Жураковские Жураковские-Корецкие Журманы |
| З | Забелы Заболоцкие Десятовские Завадовские, графы и дворяне Закоморные Занкевичи Занковские (Заньковские) Зарецкие-Зеньковичи Заровские Зарудные Затыркевичи Зеленские Зиневичи Златковские Значко-Яворские Зражевские Зубы |
| И | Иваненки Иванины Иваницкие-Василенки Измаильские Ильенки Ильяшенки Имшенецкие Исаевичи Искрицкие |
| К | Казановичи Казанские Калиновские Калинские Каменецкие (Каменецкие-Скачковские) Кандибы (Кандыбы) Каневецкие Каниевские Капнисты, графы и дворяне Карновичи Карпеки Карпенки-Логвиновы Карпинские Карташевские Катериничи Катричи Кафтановские Кибальчичи Кизимовские Кириченки Кирьяковы Кисели Кисели-Загрянские Клименки Климовичи Книшевы Ковалевские Кованьки Ковтуновичи Козачинские Козловичи-Федки Козловские Колодкевичи Комаровские Комовские Компанцы Конисские (Кониские) Константиновичи Кордюковы-Мищенские Коржинские Корицкие Корнеенки Коробки Коровки-Вольские Коропчевские Короткевичи Корчак-Котовичи Косачи Косинские Костенецкие Косяровские Кочубеи, князья, графы и дворяне Кошубы Красницкие Красножены Красовские Кривицкие-Тимченки Криницкие Крицкие Кричевские Кролевецкие Крупянские Кручки-Голубовы Крыжановские Кузминские Кулаковские Кулеши Кулябки Купчинские Курики Куриленки-Тимошенки Кущинские, Кущи |
| Л | Лавриненки Лагоды Лазаревичи Лазаревские Лазкевичи Лайкевичи Ластовецкие Лашкевичи Лащинские Левицкие Левковичи Левченки Легкобытовы Лесеневичи Лесенки Лизогубы Линевичи (Леневичи) Липские Лысенки Лисовские Листовские Лихопои (Лихопои-Башевские) Лихошерстовы Лишины (Лишени-Дудицкие) Лободы Лобысевичи Ломиковские Лопаты (Лопатины) Лубяновские Лузановы Лукьяновичи-Лиждвои Лусты Лясковские-Тендетниковы Ляшенки |
| М | Мавольские Магеровские Маевские Мазапеты-Бродовичи Мазаракии Мазепы Маковские Максимовичи (Максимовичи Васильковские) Максимовские Маламы Малаховы Малиношевские Малишевские Малченки Манджосы-Андросовы Мануйловичи Маньковские (Манковские) Маренцы-Логвиновы Марковичи Марковские Мартосы Мартыновичи Мархоленки Марченки Метельские Мешетичи Миклашевские Милорадовичи, графы и дворяне Мины Мировичи Мироненки Мироновы Мисаковские Мисловские Миткевичи Мищенки Многогрешные Мовчаны Модзалевские Моисеенки-Заровные Мокриевичи (Дебогории-Мокриевичи) Молявки (Малявки) Москальские |
| Н | Навроцкие Нарбуты Неджановичи-Кривопиши Немировичи-Данченки Несмеяны Нестелеи Нестеровичи Нечаи Никифоровы Новаковичи Новиковы Новицкие Ноздры Нуджевские |
| О | Обидовские Оболонские Огиевские Огиевские-Охоцкие Ограновичи (Огроновичи) Озерские Ольшанские Омельяненки Омельяновичи Омелюты Онищенки Онопренки-Шелковые Осмоловские Осташки (Осташковы) Остелецкие Островские Остроградские Отвиновские Отрешковы (Тарасенки-Отрешковы) Отрощенки Охременки |
| П | Павловские Паволоцкие Палеи Панченки Парпуры Пасенки Варшавские, князья, Паскевичи-Эриванские, графы, Паскевичи, дворяне Пащенки Пекалицкие Пекуры Петровские Пикусы Пироцкие Плаксины Плешки (Плешкановские) Плохуты Плющи Плющи-Гнилокожи Подвысоцкие Подгаевские Подгаецкие-Приблуды Подольские Позняки Покотилы Полетики Политковские Половецкие Полоницкие (Полоницкие-Шимковы) Полонские Полуботки Понырки Порохонские Посудевские Почеки Прасолы Прачики Предремирский Пригары Приймаковы Проскуриенки Проценки Псиолы Пузики Пушкаренки-Овсеенки |
| Р | Радченки Разумовские, графы и дворяне Райпольские-Радичи Райченки Раковичи Ракушки-Романовские Расторгуи Рачинские Рашевские Редьки Ренчицкие Реуты Решинские-Пушкари Рклицкие Роговичи Родзянки Романовичи Романовские Романченки Ромаскевичи Рославцы Росовские Рощины Рубаны Рубцы Рудковские Рудченки Рухлядки Руховы (Руховы-Бадилевские) Рыбальские-Бутевичи Рымши Рычицкие-Логвиновы |
| С | Савицкие Савичи Савичи-Тихоновичи Савойские-Езучевские Савченки-Бельские Сагайдачные Саевские Самойловичи Сахновские Свечки Свидерские Свирские Свободецкие Святобливо-Коробкины Селецкие Семеки Семеновичи Семёновы Сербины Сердюковы Сидоренки (Сидоренки-Скрипченки) Силевичи Силичи Силичи-Алиферовы Симоновские Скабичевские Скаловские Скачевские Скорина Скоропадские Скоруппы Скугар-Скварские Слабеи Случановские Смеловские (Смеяловские) Снежки Соболевские Соколиковы (Соколиковы-Радченки-Котляревы) Соколовские Сологубы Соломки Соломки-Лавские Солонины Сороки Спащенки-Кич Спиридоновы Спичаки-Заболотные Сполатбоги Ставиские Стаховичи Стебловские Стефановичи-Донцовы Стожевские Стожки Стоколенки-Кириленки Столицы Стопановские Стороженки Страдомские Ступачевские Судиенки Сулимы Сухоты (Сухотины) |
| Т | Танские Тарасевичи Тарасенки Тарасовы Тарновские Тернавиоты Тимковские Тимошенки Тимченки-Островерховы Тихоновичи-Мищенки Тищенки Товстолесы Товстоноги Томары Топольницкие Тоцкие Тризны Трипольские Тройницкие Троцкие Троцкие-Сенютовичи Трощинские Трусевичи Трухановы Туманские Тупицы Туранские Турковские |
| У | Уманцы |
| Ф | Федоровские Федченки Фененки Фиалковские Филоновичи Филоновы |
| Х | Халанские Ханенки Харитоненки-Евменовы Харченки Хильковские Хильчевские Ходьки Холодовичи Холодовские Хоменки Храмцовы Христиановичи Худорбии |
| Ц | Цеклинские (Цыклинские) Цесарские Цитовичи |
| Ч | Чайки Чайковские Чарнолуские Чарныши Чеканы Чернявские Черняховские Чесноки Чижевские Чугаевские Чуйкевичи |
| Ш | Шафонские Шемшуковы Шендюхи Шийкевичи Шираи (Ширяи) Шихуцкие Шкарупы-Шафоростовы Шкляревичи Шкляревские Шликевичи (Шликевичи-Плющевы) Шрамченки Штишевские (Стишевские) Шубы Шумицкие Шумы |
| Щ | Щербани Щербы Щитинские Щуцкие |
| Ю | Юзефовичи Юницкие Юркевичи Юрковские Юскевичи-Красковские |
| Я | Ягодовские Яжборовские-Юрьевы Якимахи Якимовичи (Якимовичи-Кожуховские) Яковлевичи Ялоцкие Янжулы Яновичи Яновские Ярмошевские Яровые-Равские Ярошевские Ярошенки-Шевелевы Яхневичи Яценки |